# 요제프 뮐러
요제프 뮐러(독일어: Josef Müller, 1898년 3월 27일~1979년 9월 12일)는 독일의 정치인으로, 바이에른 기독교사회연합의 초대 의장을 지냈다.

## 생애
1898년 3월 27일 슈타인비센에서 태어났다. 뮌헨 대학교에서 법학과 경제학을 전공한 후 1927년부터 변호사로 활동했다. 1943년 반역죄 혐의로 게슈타포에 체포됐으며, 이후 부헨발트·플로센뷔르크·다하우 강제 수용소에 수감됐다. 제2차 세계 대전 종전 후 해방됐으며 곧이어 1945년 12월부터 바이에른 기독교사회연합의 임시 의장으로 취임했다. 1946년 바이에른주 주의원으로 선출됐다. 1947년부터 1950년까지 바이에른주 주정부에서 부주총리 겸 법무장관을 맡았다. 1960년 뮌헨 시장 선거에서 독일 사회민주당 소속의 한스요헨 포겔에게 패하면서 지역 정계 내 입지가 좁아졌다. 1962년 바이에른주 주의원에서 물러났다. 1979년 9월 12일 뮌헨에서 사망했다.